# Abbas II av Persien
Abbas II, född 30 augusti 1632 i Qazvin, död 26 oktober 1666, regerade i Persien åren 1642–1666 och tillhörde den safavidiska dynastin. Hans mor Anna Khanum var slavkonkubin till hans far och hade den reella makten hans första unga år som regent.